# لنه کریستنسن (بازیکن فوتبال)
لنه کریستنسن (انگلیسی: Lene Christensen؛ زادهٔ ۴ فوریهٔ ۲۰۰۰) بازیکن فوتبال اهل دانمارک است.
وی همچنین در تیم‌های ملی فوتبال Denmark women's national under-19 football team، زنان دانمارک، و زنان دانمارک، بازی کرده‌است.